# 1542
Năm 1542 (số La Mã: MDXLII) là một năm thường bắt đầu vào ngày Chủ nhật (liên kết sẽ hiển thị đầy đủ lịch) trong lịch Julius.

## Sinh
- 19 tháng 3 - Jan Zamoyski, nhà quý tộc Ba Lan (mất 1605)
- 6 tháng 6 - Richard Grenville, nhà thám hiểm (mất 1591)
- 24 tháng 6 - St John của Cross, người Tây Ban Nha (mất 1591)
- 4 tháng 10 - Robert Bellarmine, tiếng Ý thánh (mất 1621)
- 15 tháng 10 - Akbar, Jellaladin Mahommed, Hoàng đế Mughal (mất 1605)
- 8 tháng 12 - (mất 1587)
- Ngày chưa biết:
  - Toda Kazuaki, samurai (mất 1604)
  - John Speed, sử gia Anh (mất 1629)
  - Horio Yoshiharu, daimyo Nhật Bản (mất 1611)
  - Kuki Yoshitaka, chỉ huy Hải quân Nhật Bản (mất 1600)
  - Juan de la Cruz, nhà thơ Tây Ban Nha (mất 1591)
- Mary I của Scotland

## Mất
- Tướng Trịnh Duy Thuân nhà Lê trung hưng ở Việt Nam